# Donna Strickland
Donna Theo Strickland (Guelph, Canadá, 27 de mayo de 1959) es una ingeniera física, pionera en la investigación en el campo de los láser. Es profesora asociada del departamento de física y astronomía de la Universidad de Waterloo.
El 2 de octubre de 2018, Strickland fue galardonada con el Premio Nobel de Física, junto con Gérard Mourou y Arthur Ashkin, por su trabajo sobre amplificación de pulso gorjeado. Es la tercera mujer en la historia ganadora del Premio Nobel de Física, tras Marie Curie en 1903 y Maria Goeppert-Mayer en 1963.

## Educación
Nació en mayo de 1959 en Ontario, Canadá. Obtuvo el título de licenciada en ingeniería física en la Universidad McMaster en 1981.
En 1989 finalizó su doctorado en física, con especialización en óptica, en la Universidad de Rochester. Su tesis doctoral fue supervisada por Gérard Mourou, se titula Development of an ultra-bright laser and an application to multi-photon ionization. En 1985, junto con el profesor Mourou, desarrolló la amplificación de pulso gorjeado, un método usado para generar pulsos ópticos muy cortos de alta intensidad.

## Carrera
Entre 1988 y 1991 se desempeñó como investigadora asociada en el National Research Council de Canadá, donde trabajó junto a Paul Corkum en una investigación para producir pulsos cortos de láser. Trabajó desde 1991 hasta 1992 en el departamento de investigación láser del Laboratorio Nacional Lawrence Livermore. En 1992 se unió al equipo técnico del centro de tecnología avanzada de materiales opto-electrónicos de la Universidad de Princeton. Desde 1997 es profesora asociada de la Universidad de Waterloo, dirige un grupo de investigación de láser ultrarápido, donde se desarrollan sistemas láser para investigaciones en el campo de la óptica. Sus trabajos más recientes se centran en desarrollar nuevas aplicaciones para la ciencia óptica ultrarrápida a nuevos rangos de longitud de onda, como el infrarrojo medio y el ultravioleta. También está trabajando en el papel de los láseres de alta potencia para tratar condiciones médicas oculares, como la presbicia.
Se convirtió en miembro de la Sociedad Óptica Estadounidense en 2008, fue también presidenta y vicepresidenta en 2011 y 2013, respectivamente. Colaboró además como editora en la publicación Optics Letters desde 2004 hasta 2010.
El Papa Francisco la nombró en agosto de 2021, miembro de la Pontificia Academia de las Ciencias.

### Premio Nobel de Física
Su trabajo conjunto con Gérard Mourou le valió el Premio Nobel de Física, otorgado el 2 de octubre de 2018. Su invención de la amplificación de pulso gorjeado condujo al desarrollo de aplicaciones con láser de alta intensidad. Debido a que los haces de láser son capaces de realizar cortes extremadamente precisos, la técnica es utilizada en campos médicos como la cirugía con láser, medicina, estudios de ciencias fundamentales, entre otros.Arthur Ashkin, un físico estadounidense retirado, recibió la otra mitad del premio.

### Premios
- 1998 Premio Alfred P. Sloan Research[13]
- 1999 Premio Premier’s Research Excellence[8]
- 2000 Premio Cottrell Scholars de la Research Corporation[14]
- 2008 Miembro de la Sociedad Óptica Estadounidense[8]
- 2018 Premio Nobel de Física, junto a Arthur Ashkin y Gérard Mourou[2]
- 2020 Medalla de Oro del CSIC.[15]

### Publicaciones
- Strickland; Mourou, Gerard (1985). Compression of amplified chirped optical pulses 56 (3). Optics Communications. pp. 219-221. ISSN 0030-4018. doi:10.1016/0030-4018(85)90120-8.

- Strickland, Donna; Mourou, Gerard; Maine, P.; Bado, D. (1988). Generation of ultrahigh peak power pulses by chirped pulse amplification 24 (2). IEEE Journal of Quantum Electronics. pp. 398-403. ISSN 0018-9197. doi:10.1109/3.137.

- Strickland, Donna; Corkum, P.B. (1994). Resistance of short pulses to self-focusing 11 (3). JOSA B. pp. 492-497. doi:10.1364/JOSAB.11.000492.